# Počarová
Počarová es un municipio del distrito de Považská Bystrica en la región de Trenčín, Eslovaquia, con una población estimada a final del año 2024 de 158 habitantes.
Se encuentra ubicado al norte de la región, cerca del río Váh (cuenca hidrográfica del Danubio) y de la frontera con República Checa y con la región de Žilina.

## Demografía
| Año        | 1994 | 2004    | 2014    | 2024     |
| ---------- | ---- | ------- | ------- | -------- |
| Población  | 137  | 145     | 140     | 158      |
| Diferencia |      | +5,83 % | −3,44 % | +12,85 % |

| Año        | 2023 | 2024    |
| ---------- | ---- | ------- |
| Población  | 148  | 158     |
| Diferencia |      | +6,75 % |